# MORN4
MORN4 (англ. MORN repeat containing 4) – білок, який кодується однойменним геном, розташованим у людей на 10-й хромосомі. Довжина поліпептидного ланцюга білка становить 146 амінокислот, а молекулярна маса — 16 236.
| 10         |  | 20         |  | 30         |  | 40         |  | 50         |
| ---------- |  | ---------- |  | ---------- |  | ---------- |  | ---------- |
| MTLTKGSFTY |  | SSGEEYRGEW |  | KEGRRHGFGQ |  | LMFADGGTYL |  | GHFENGLFNG |
| FGVLTFSDGS |  | RYEGEFAQGK |  | FNGVGVFIRY |  | DNMTFEGEFK |  | NGRVDGFGLL |
| TFPDGSHGIP |  | RNEGLFENNK |  | LLRREKCSAI |  | VQRAQSASKS |  | ARNLTA     |

A: Аланін

C: Цистеїн

D: Аспарагінова кислота

E: Глутамінова кислота

F: Фенілаланін

G: Гліцин

H: Гістидин

I: Ізолейцин

K: Лізин

L: Лейцин

M: Метіонін

N: Аспарагін

P: Пролін

Q: Глутамін

R: Аргінін

S: Серин

T: Треонін

V: Валін

W: Триптофан

Задіяний у такому біологічному процесі, як альтернативний сплайсинг. 